# Parsonsia vaccinioides
Parsonsia vaccinioides är en oleanderväxtart som först beskrevs av Markgr., och fick sitt nu gällande namn av Markgr.. Parsonsia vaccinioides ingår i släktet Parsonsia och familjen oleanderväxter. Inga underarter finns listade i Catalogue of Life.